# Giai Lý

Vị trí tại Giai Lý

Giai Lý (tiếng Trung: 佳里; bính âm: Jiali; Wade–Giles: Chia-li) là một khu (quận) của thành phố Đài Nam, Trung Hoa Dân Quốc (Đài Loan). Trong thời kỳ Đài Loan là thuộc địa của Nhật Bản, đã có một vụ thảm sát xảy ra tại Giai Lý sau khi một hoàng tử Nhật Bản bị ám sát tại đây. Giai Lý nằm cách pháo đài Zeelandia khoảng 15 km về phía bắc. Giai Lý có diện tích 38,9422 km², dân số vào tháng 8 năm 2011 là 59.226 người trong 19.503 hộ gia đình, mật độ dân cư đạt 1520,9 người/km².